# Hans Eugster
Hans Eugster (Heiden, 27 februari 1929 - Luzern, 12 november 1956) was een Zwitsers turner. 
Eugster werd in 1950 wereldkampioen in eigen land aan de brug en in de landenwedstrijd. Tijdens de Olympische Zomerspelen 1952won Eugster de gouden medaille aan de brug en de zilveren medaille in de landenwedstrijd en de bronzen medaille aan de ringen.

## Resultaten

### Olympische Zomerspelen
| Jaar | Plaats   | Resultaten                                                                     |
| ---- | -------- | ------------------------------------------------------------------------------ |
| 1952 | Helsinki | aan de brug in de landenwedstrijd aan de ringen 5e in de meerkamp 5e op sprong |

### Wereldkampioenschappen turnen
| Jaar | Plaats | Resultaten                                          |
| ---- | ------ | --------------------------------------------------- |
| 1950 | Bazel  | in de landenwedstrijd · aan de brug · aan de ringen |
| 1954 | Rome   | in de landenwedstrijd · aan de brug                 |

1896: Alfred Flatow ·
1904: George Eyser ·
1924: August Güttinger ·
1928: Ladislav Vácha ·
1932: Romeo Neri ·
1936: Konrad Frey ·
1948: Michael Reusch ·
1952: Hans Eugster ·
1956: Viktor Tsjoekarin ·
1960: Boris Sjachlin ·
1964: Yukio Endo ·
1968: Akinori Nakayama ·
1972: Sawao Kato ·
1976: Sawao Kato ·
1980: Aleksandr Tkatsjov ·
1984: Bart Conner ·
1988: Vladimir Artemov ·
1992: Vitali Tsjerbo ·
1996: Roestam Sjaripov ·
2000: Li Xiaopeng ·
2004: Valeri Gontsjarov ·
2008: Li Xiaopeng · 
2012: Feng Zhe · 
2016: Oleg Vernjajev · 
2020: Zou Jingyuan · 
2024: Zou Jingyuan